# Шапов, Василий Сидорович
Василий Сидорович Шапов (15 января 1912, Подолянь, Орловская губерния — 2 апреля 1993, Днепропетровская область) — командир отделения 140-го гвардейского стрелкового полка, гвардии младший сержант — на момент представления к награждению орденом Славы 1-й степени.

## Биография
Родился 2 января 1912 года в селе Подолянь (ныне — Глазуновского района Орловской области). Украинец. Окончил 4 класса. Работал на шахте в Щёкинском районе Тульской области.
В Красной Армии с 1934 по 1936, с 1939 по 1940 и с 1941 года. Участник похода советских войск в Западную Украину и Западную Белоруссию 1939 года. На фронте в Великую Отечественную войну с февраля 1944 года. Участвовал в освобождении южной Украины. Отличился в ходе Одесской операции.
Стрелок 140-го гвардейского стрелкового полка гвардии красноармеец Шапов 26 марта 1944 года в числе первых переправился через реку Южный Буг близ села Троицкое. Несмотря на ранение, ворвался во вражескую траншею и уничтожил троих пехотинцев. Занял выгодную позицию и обеспечил переправу других подразделений полка.
5 апреля 1944 года в бою за посёлок Петровка под огнём противника заменил раненого командира отделения и увлёк бойцов в атаку.
Приказом командира 47-й гвардейской стрелковой дивизии от 26 апреля 1944 года за мужество, проявленное в боях с врагом, гвардии красноармеец Шапов награждён орденом Славы 3-й степени.
В июле 1944 года 8-я гвардейская армия была переброшена на 1-й Белорусский фронт и участвовала в боях на ковельском направлении.
Гвардии младший сержант Шапов 18 июля 1944 года с отделением в ходе Люблин-Брестской операции ворвался во вражескую траншею у села Ольшанка, сразил из автомата семь противников. За период с 18 по 22 июля 1944 года в боях за город Любомль истребил ещё пять солдат.
Приказом по 8-й гвардейской армии от 14 августа 1944 года гвардии младший сержант Шапов награждён орденом Славы 2-й степени.
В дальнейшем В. С. Шапов форсировал Вислу и участвовал в боях на магнушевском плацдарме. После завоевания плацдармов войска 1-го Белорусского фронта предпринимали попытки развития наступления. В этих боях вновь отличился гвардии младший сержант Шапов.
15 августа 1944 года в ходе прорыва обороны в 33 километрах северо-восточнее города Радом Шапов сразил до десяти противников и подавил пулемёт.
Указом Президиума Верховного Совета СССР от 24 марта 1945 года за мужество, отвагу и героизм, проявленные в борьбе с захватчиками, гвардии младший сержант Шапов Василий Сидорович награждён орденом Славы 1-й степени.
В последующих боях Шапов освобождал Польшу, форсировал Одер, войну закончил в Берлине. В 1945 году демобилизован. Жил в селе Отрадное Широковского района Днепропетровской области.
Награждён орденами Отечественной войны 1-й степени, Славы 1-й, 2-й и 3-й степени, медалями.
Умер 2 апреля 1993 года.